# Live (wideo Saxon)
Live – wideo heavymetalowego zespołu Saxon wydane na kasecie VHS w 1983 roku przez wytwórnię Castle Communications.
Koncert został zarejestrowany 25 stycznia 1983 roku w Nottingham, Royal Concert Hall.

## Lista utworów
1. „Intro / Suzie Hold On” –
2. „Never Surrender” –
3. „Princess of the Night” –
4. „The Eagle Has Landed” –
5. „Redline” –
6. „This Town Rocks” –
7. „Power and the Glory” –
8. „And the Bands Played On” –
9. „747 (Strangers in the Night)” –
10. „Wheels of Steel” – 12:43

## Twórcy
- Biff Byford – śpiew
- Graham Oliver – gitara
- Paul Quinn – gitara
- Steve Dawson – gitara basowa
- Nigel Glockler – perkusja